# Neudorf (Straßburg)

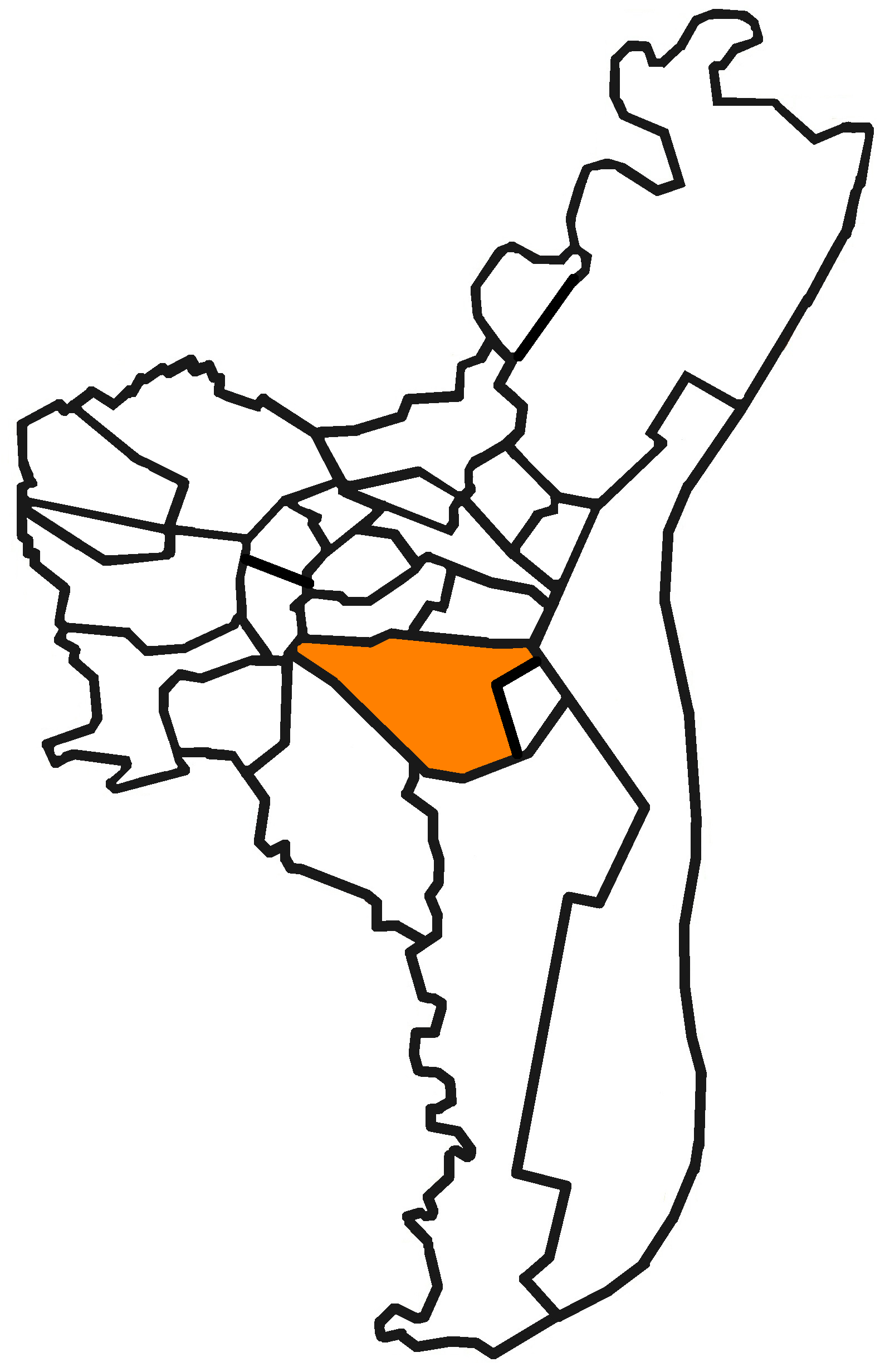
Neudorf in Straßburg

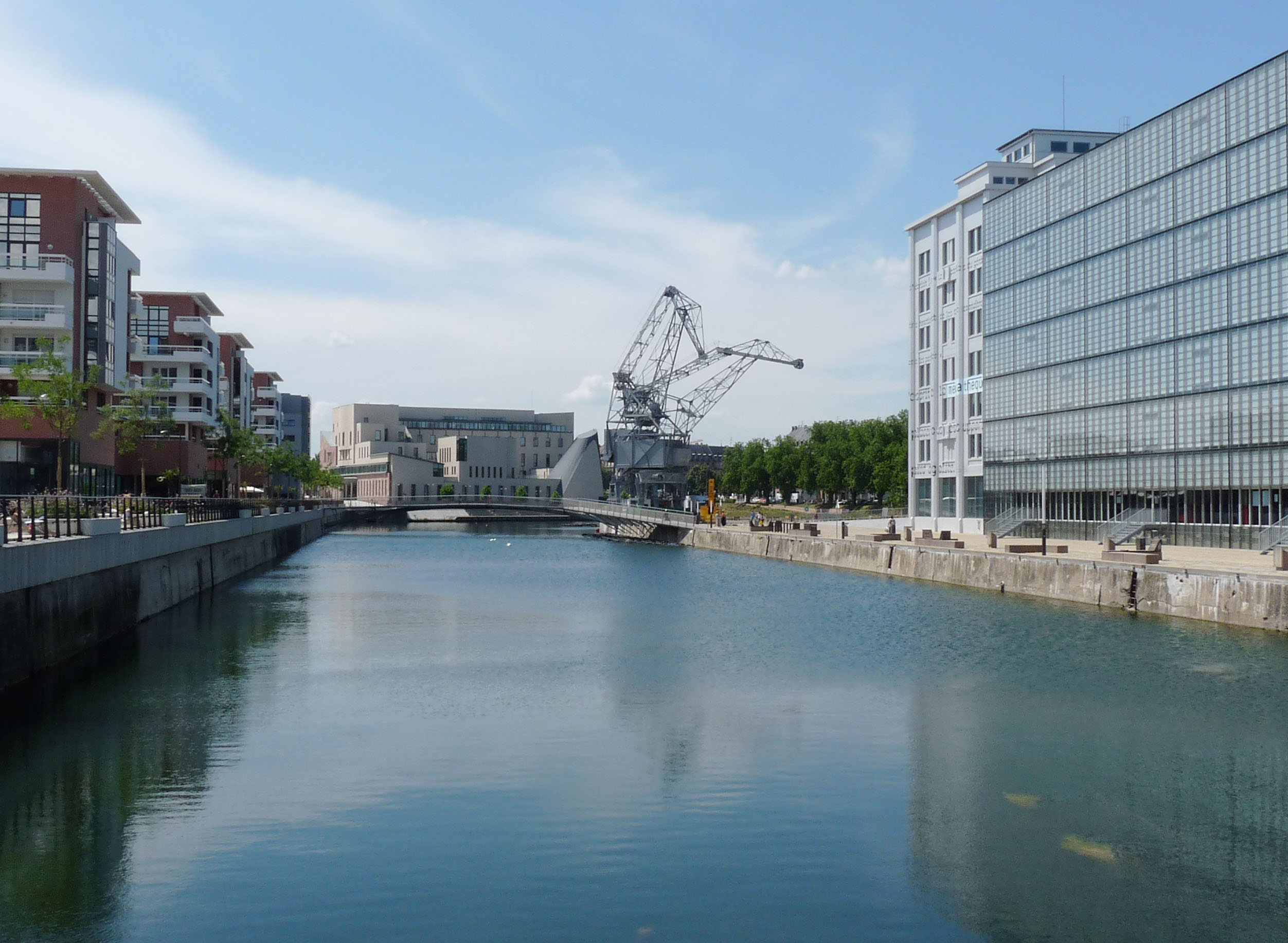
Im Norden Neudorfs am neu gestalteten Ufer des Bassin d'Austerlitz

Neudorf ist ein Stadtteil der elsässischen Stadt Straßburg.

Neudorf südlich von Straßburg auf einem Plan der Stadt und ihrer Umgebung aus dem Jahr 1905

## Geographie
Neudorf liegt südlich der Innenstadt. Die beiden Stadtteile werden von der Ill und der N4 getrennt. Neudorf wird im Westen, Süden und Osten von der Eisenbahnlinie zwischen Straßburg und Kehl umfahren und begrenzt. Im Osten grenzt Neudorf an das Stadtviertel Meinau, im Süden an Polygone und Neuhof, im Osten an den Rheinhafen.

## Geschichte
Neudorf liegt südlich vom Straßburger Zentrum und lag früher vor der Stadtmauer. Es gab nur einige Tore, um ins Zentrum zu gelangen: das Spitaltor (Porte de l'Hôpital, bestehend bis heute), das Metzgertor (zur Place d'Austerlitz) und das Zitadelltor.
Es gab früher viele Feuchtgebiete mit Bächen (Ziegelwasser, Bubbenwasser, Krummer Rhein (Krimmeri), der Riepberg-Graben) und Mühlen, während zunächst nur wenige Gebäude in Neudorf standen. Die „Ménagerie“ war ein Haus aus dem 17. Jahrhundert, das von dem Geldverleiher François Joseph de Klinglin errichtet worden war. Es wurde 1967 abgerissen.
Nachdem Elsass-Lothringen durch den Frankfurter Frieden vom 10. Mai 1871 von Frankreich an das neu errichtete Deutsche Kaiserreich gekommen war, wuchs die Bevölkerung kräftig. Ende des 19. Jahrhunderts wuchs Neudorf baulich mit Straßburg zusammen. Viele Bauten wurden in dieser Zeit errichtet: die Neufeld-Schule, die Musau-Schule, die Schluthfeld-Schule, das Waisenhaus und die Aloysius-Kirche (Église Saint-Aloyse). 1898 wurde Neudorf an die Straßenbahn angeschlossen. 
1906 wurde Racing Straßburg als FC Neudorf gegründet.

### Erweiterungen im 21. Jahrhundert
Im 21. Jahrhundert wurde der Stadtteil durch Neubauten entlang des alten Kanals durch die Bebauung von Industriebrachen erweitert.

#### Presqu'Île Malraux (Metzgertorhafen)
Ab dem Jahr 2008 wurde die Presqu'Île Malraux  eingeweiht. Neben dem Kulturzentrum Presqu'Île Malraux selbst umfasste das Projekt Wohnungen entlang des alten Kanals nach Osten bis zum Hafen am Parc de la Citadelle (Zitadellpark). Die Erschließung begann mit dem Einkaufszentrum Rivetoile und der Straßenbahnhaltestelle Winston Churchill. Es gibt Wohnungen und Studentenappartements. Das ganze Gebiet ist durch Fuß- und Fahrradwege erschlossen, der Autoverkehr ist nur eingeschränkt möglich.

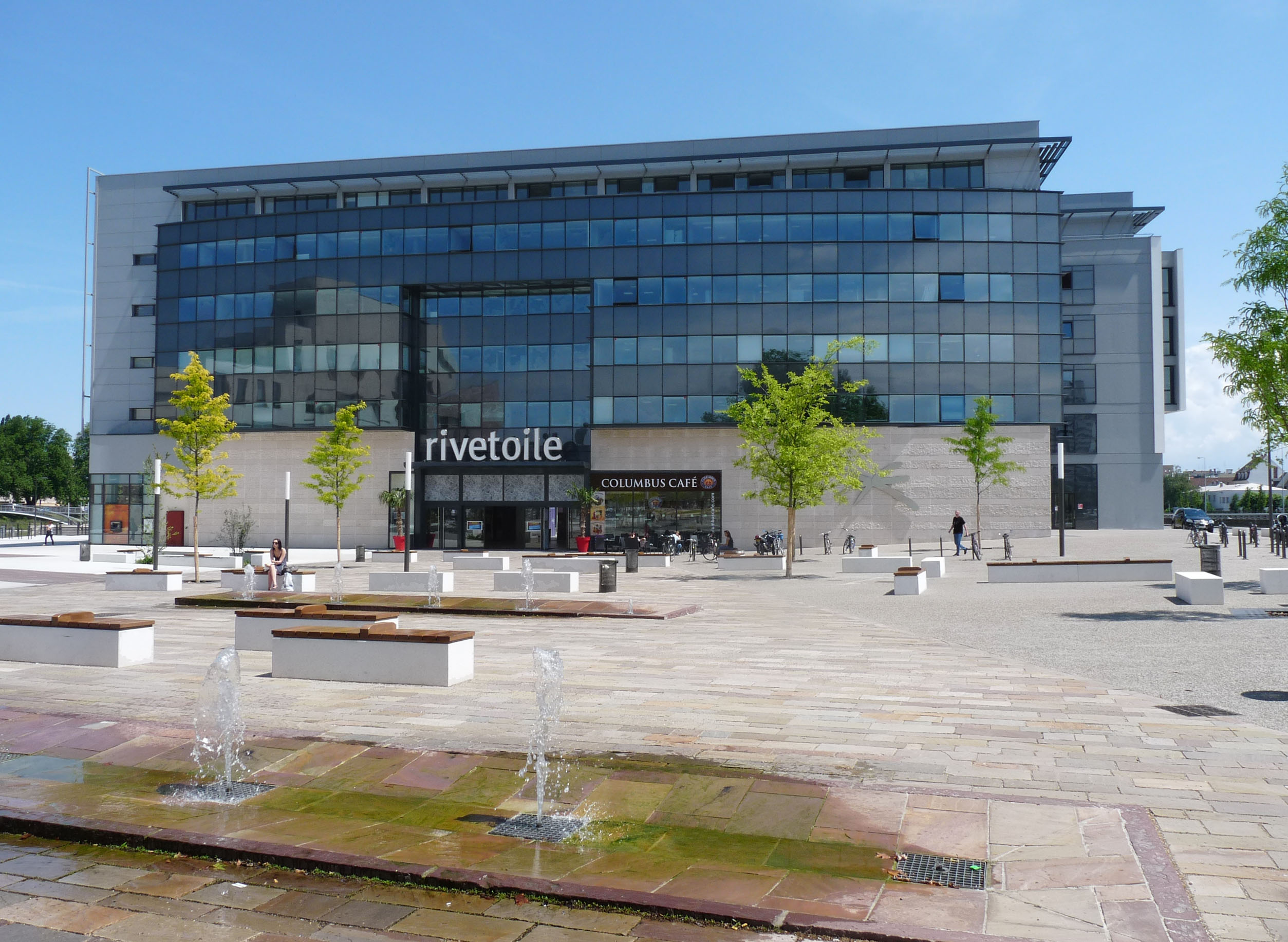
Einkaufszentrum Rivetoile

#### Ökoquartier Danube (Donau)
Um das Hafenbecken Dusuzeau herum entstand das Viertel Danube (Donau).

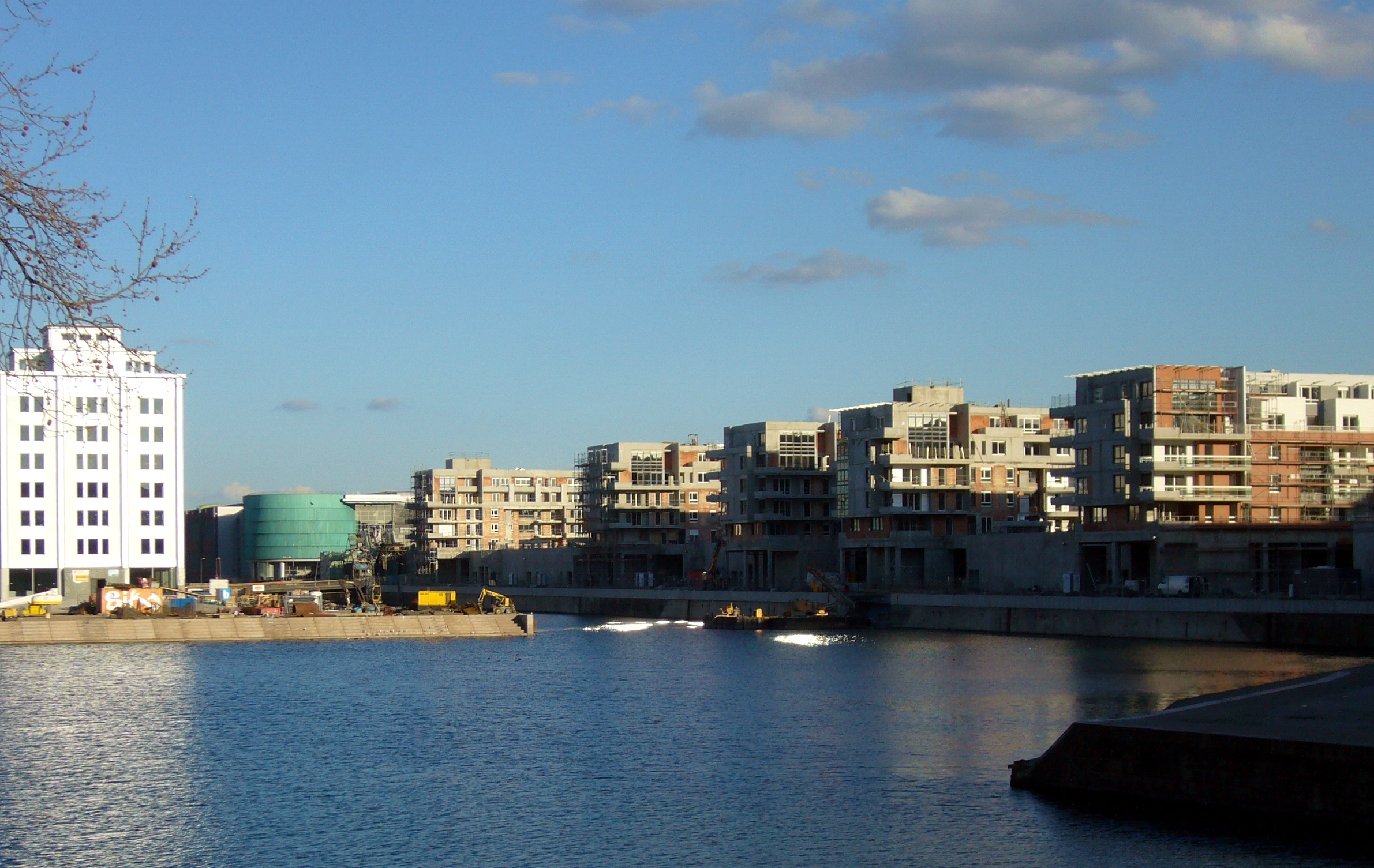
Ökoquartier Danube

Die Bauten sind energiesparsam und es gibt experimentelle Projekte für ökologische Heizungen. Die Verkehrsanbindung erfolgt über Straßenbahn und Fahrrad, die Parkmöglichkeiten sind eingeschränkt, 0,5 Plätze pro Einwohner. Am Rand des Kanals wurden Parks und Gärten eingerichtet, die Kanäle sollen überschüssiges Regenwasser aufnehmen und zurückhalten. Die Bewohnerschaft soll sozial gemischt sein.

## Demographie
| Jahr | Einwohner | Anmerkungen                                            |
| ---- | --------- | ------------------------------------------------------ |
| 1880 | 6370      | am 1. Dezember, in 549 Wohnhäusern                     |
| 1890 | 8130      | am 1. Dezember                                         |
| 1905 | 24.983    | meist Katholiken, davon 7905 Evangelische und 43 Juden |
| 1910 | 25.480    | [ 9 ]                                                  |

Eine Beschießung zerstörte am 6. September 1944 einen Großteil der Häuser. Nach dem Krieg gab es erneut einen Bevölkerungszuwachs. Neudorf wurde ein stark bevölkertes Straßburger Viertel mit mehr als 39.000 Einwohnern.

## Bekannte Personen aus Neudorf
- Julius Rathgeber (1833–1893), evangelischer Geistlicher und Landeshistoriker des Elsass, war hier Pfarrer.
- Henri Loux (1873–1907), elsässischer Maler, hier gestorben
- Marcel Marceau (1923–2007), berühmter Pantomime, hier geboren
- Marcel Weinum (1924–1942), Widerstandskämpfer, lebte hier
- Jeanne Barseghian (* 1980), Bürgermeisterin von Straßburg, hier ortsansässig[11]